# The Atomic Café (Club)
The Atomic Café war ein Münchener Club, der vom 11. Januar 1997 bis 1. Januar 2015 in der Neuturmstraße 5 (Graggenauer Viertel) bestand. Der Club war regelmäßiger Auftrittsort international aufstrebender Bands für den Raum Süddeutschland und errang in den Folgejahren in den Bereichen Indie, Beat, Garage, Psychedelic Pop, Northern Soul, Rare Funk sowie zeitweise Drum and Bass überregionale sowie internationale Bekanntheit in den entsprechenden Szenen.

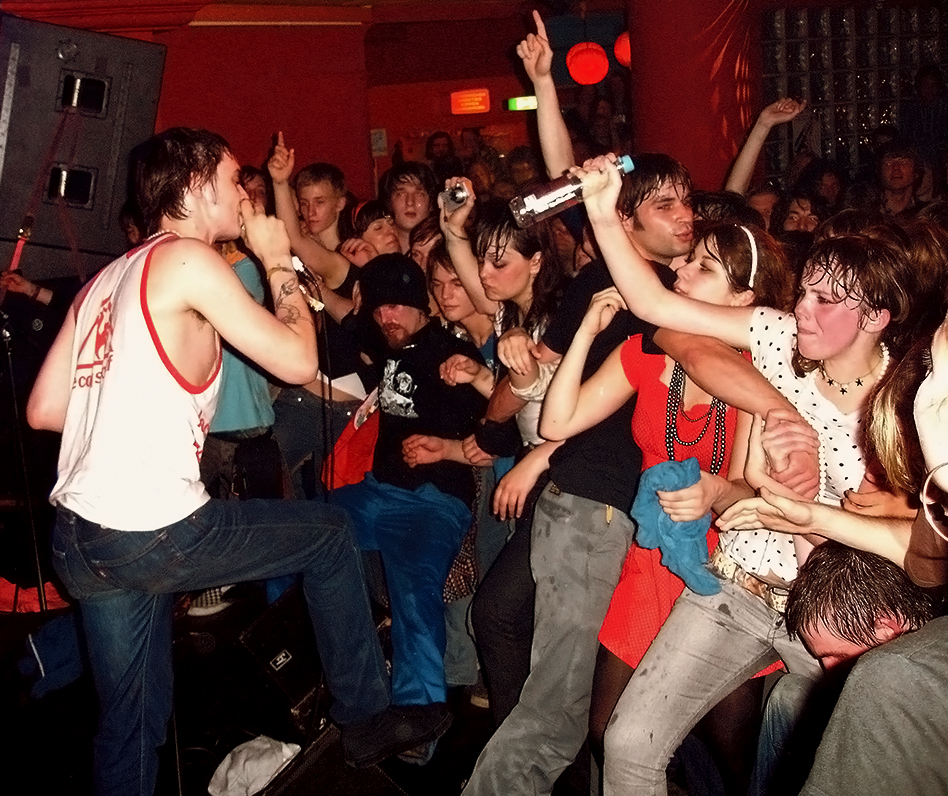
Pete Doherty mit seiner Band Babyshambles auf der Bühne im Atomic Café am 4. Juni 2006

## Der Club
Betrieben wurde der Club von Christian Heine und Roland Schunk (Designer von Plattenkreisel). Stiller Teilhaber war Alexander Lacher, der von 1987 bis 1990 den Circus Gammelsdorf betrieb und unter anderem die Musikzeitschriften Spex, Piranha und Riddim herausgibt und die Vertriebe Groove Attack und Rough Trade betreibt.
Ziel des Atomic Cafés zur Gründung war die Wiedervereinigung der seit Ende des Tanzlokal Größenwahn zerstreuten und durch die Abwanderung in elektronische Gefilde stark dezimierten Szenen der Münchner (Non-Techno-)Subkulturen in einem neuen Club in der Innenstadt. Ende der 1990er Jahre war fast das komplette Münchner Nachtleben durch die damalige Politik des Münchner Kreisverwaltungsreferates an den Stadtrand oder in den Kunstpark Ost verdrängt.
Die Räumlichkeiten waren in warmen Farben gehalten, die Formenwelt orientiert sich konsequent an Verner Panton und dem Space Age Design der 1960er Jahre und war damit Vorreiter des Googie-Revivals der späten 1990er Jahre. Gestaltet wurde der Club von dessen Betreibern Christian Heine und Roland Schunk sowie an einigen Stellen von Christian Schaberl. Die wechselnden Installationen neben der DJ-Kanzel stammten unter anderem von den Künstlern Andreas Kräftner, Anna McCarthy (Schwester von Nick McCarthy), Christian Schaberl und Moritz Reichelt.
Das Atomic Café vereinte in sich Liveclub mit Diskothek und Cocktailbar zu einem trotz teurer Innenstadtlage für die subkulturellen Szenen akzeptablen Eintrittspreis; in der ersten Stunde war der Eintritt (falls kein Konzert) frei und die Cocktails günstiger, was häufig zu einer zügigen Füllung führte. Das Fassungsvermögen betrug 350 bis 400 Personen.

### Konzerte
Über 2000 nationale und internationale Liveacts standen auf der Bühne, im Schnitt zwei bis drei pro Woche. Bei der Eröffnungsfeier am 11. Januar 1997 spielte beispielsweise die Band Stereo Total.
Einige der im Atomic Café präsentierten Bands waren zum Zeitpunkt ihres ersten Auftrittes in Deutschland nur von den Tonträgern des clubeigenen Labels her bekannt, etliche davon starteten in den Folgejahren eine internationale Karriere. So spielten dort z. B. die Arctic Monkeys sowie Mumford & Sons vor ihrem Durchbruch; letztere vor lediglich 150 Gästen.
Ein weiteres Steckenpferd des Clubs war es, Künstler, die bereits in den 1960er Jahren ihre Karriere begannen, in kleinem Ambiente zu veranstalten; unter anderem Terry Callier, Bobby Hebb, Brian Auger, The Seeds, Tony Allen, Mal Waldron, Amon Düül II, Marcos Valle und The Last Poets. Auch aus der Punk-Ära 1977 traten viele Künstler auf, unter anderem The Undertones, The Buzzcocks, Wire und die U.K. Subs. Ebenso war HipHop monatlich vertreten, u. a. mit Auftritten von Afrika Bambaata, Blowfly, Cut La Roc, EL-P, DJ Food, Gramatik, Guru, Jeru The Damaja, Jungle Brothers, Kid Koala, Lyrics Born, The Pharcyde, ?uestlove, Roxanne Shante und Ugly Duckling.
Die 0,50 Meter erhabene Bühne war mit einer lichten Höhe von 2,50 Metern sehr niedrig und verzichtete bis auf wenige Ausnahmen auf eine Absperrung zwischen Band und Publikum, was ein äußerst intimes Live-Erlebnis bescheren konnte.

### Clubabende
Über 5000 Partys fanden statt, im Schnitt fünf bis sechs pro Woche – reguläre Clubnights und viele Sonderveranstaltungen; zahlreiche lokale und internationale DJs legten dabei auf.

### Weiteres
- Immer wieder fanden Lesungen (z. B. von Heike Makatsch, Nora Tschirner, Hermes Phettberg oder Werner Enke), Underground-Filmpremieren, Super-8- und Lomo-Abende, Tiki-Zeremonien und ähnliches statt.
- Der Club betrieb von 2002 bis 2008 unter dem Namen Panatomic Music Co. sein eigenes Plattenlabel[7], bei dem unter anderem der DJ und Kompilator Martin Hemmel in Deutschland das Genre French Pop der 1960er (aka Yé-Yé) mit der Kompilations-Serie French Cuts bekannt machte.[8]
- Der Club war in der pre-Facebook-Ära für sein gut frequentiertes und offen streitlustiges Gästebuch bekannt.[9]
- Der Club hatte seine eigene Freizeitkickermannschaft „The Atomic Allstars“ in der unter anderem Martin Lickleder von den Moulinettes sowie Peter Brugger und Florian Weber von Sportfreunde Stiller spielten. Sie waren Sieger im AZ-Cup 2007 und 2009 sowie in vielen weiteren lokalen Turnieren.[10]
- Einige Bands wurden hier gegründet; die namhafteste Formation sind Sportfreunde Stiller, die alle in den ersten Jahren hinter der Bar arbeiteten und dort mit Rüdiger Linhof ihren endgültigen Bassisten fanden. Ihr Manager Marc Liebscher betrieb die ersten acht Jahre freitags die Veranstaltung „the smart club.“ im Atomic Café.
- Zahlreiche nationale und internationale Künstler verbrachten nach ihren München-Auftritten in größeren Hallen ihre private Aftershowparty im Atomic Café oder gaben unangekündigte Konzerte; unter anderem Pete Doherty und Die Toten Hosen.[11]
- Marlene Morreis arbeitete während ihres Studiums in München als Türsteherin des Clubs und wurde dort von Klaus Lemke für eine Rolle im Spielfilm Running Out of Cool (2002) angesprochen.

## Schließung und Nachwirkung
Bereits für Ende 2013 stand seit längerem fest, dass der Pachtvertrag für das Lokal nicht weiter verlängert würde. Nach einer gerichtlich erwirkten Verlängerung für ein Jahr musste das Atomic Café endgültig mit der Silvesterveranstaltung 2014 seinen letzten Abend bestreiten. Am 1. Januar 2015 schloss es seine Türen und musste einem Lacoste-Flagshipstore weichen. Noch 2013 hatten sich Fans zur Rettungsorganisation „Rettet das Atomic“ zusammengeschlossen und traten Anfang 2014 in der Fernsehshow Millionärswahl an.
Das Onlinemagazin jetzt.de der Süddeutschen Zeitung drehte ein Zeitraffervideo über die letzten drei Tage des Atomic Cafés und die anschließende zehntägige Entkernung. Nach der Schließung konnte nahezu das komplette Interieur erhalten werden. Es befindet sich seitdem über zahlreiche Wohnungen Münchens verteilt. Über 100 Exponate wurden in die Sammlung des Münchner Stadtmuseums aufgenommen. 2014 und 2015 wurde ein Dokumentarfilm über das Atomic Café mit dem Titel This is Atomic Love gedreht, der am 5. Mai 2017 seine Uraufführung beim Internationalen Dokumentarfilmfestival München hatte, wo er mit „Publikumsliebling“ prämiert wurde; anschließend gab es auch eine DVD-Veröffentlichung. Federführend verantwortlich für dieses Crowdfundingprojekt waren die Journalisten und Filmemacher Heike Schuffenhauer und Marc Seibold.
Am 24. Juli 2021 startete die Ausstellung „NACHTS – Clubkultur in München“ im Münchner Stadtmuseum zum Thema Münchner Nachtleben von der Nachkriegszeit bis in die Gegenwart, in der das Atomic Café als begehbare Installation nachgebaut wurde, soweit es mit den vorhandenen Exponaten möglich war; die Ausstellung war ursprünglich bis zum 8. Januar 2023 angesetzt und wurde wegen großen Erfolges bis zum 7. Januar 2024 verlängert.
Von September 2023 bis Juli 2024 erfolgte ein Epilog von The Atomic Café in 22 Clubnights mit DJs, Live-Konzerten und Original-Dekoelementen aus dem ersten Atomic Café in der Zwischennutzung „Fat Cat“ im Gasteig.

### Zitate
„Alle wichtigen Bands und vor allem jene, die noch wichtig werden sollten. 2500 Konzerte in den vergangenen 18 Jahren kamen so zusammen und wenn man anfängt Namen aufzuschreiben, kann man auch gleich wieder aufhören, so viele ganz Große sind darunter, so viele legendäre Glühwürmchen und Leuchtfeuer.“

„Es wollte jeder nur man selber sein und das war ungewöhnlich in München.“

## Auszeichnungen
Das Atomic Café erhielt im ersten Verleihungsjahr 2013 den mit 30.000 € dotierten Spielstättenprogrammpreis in „Kategorie 1“ der Initiative Musik.
In den Leserabstimmungen der großen deutschen Musikmagazine zum „Club des Jahres“ hielt sich der Club bis zum Ende in den Top Five; häufig belegte er den ersten Platz.